# 董士弘
董士弘（1503年—？），字體仁，號吾菴，直隸常州府武進縣人，民籍，明朝政治人物。

## 生平
嘉靖十年（1531年）辛卯科應天府鄉試第一百二十六名。嘉靖二十年（1541年），登辛丑科進士。严嵩门人。授户部主事，升员外郎、郎中，出爲福建興化府知府，有政績，升浙江副使，然而不依附严嵩，十年不予升遷。

## 家族
曾祖董珍；祖父董尚彬，七品散官；父董紹，號退斋，曾任知縣。母徐氏；繼母陳氏。子言诗、言書、言禮。